# Chiesa di Grecia
La Chiesa di Grecia (in greco Ἐκκλησία τῆς Ἑλλάδος/Εκκλησία της Ελλάδος?) è una chiesa cristiana autocefala, afferente alla comunione della Chiesa ortodossa.

## Territorio

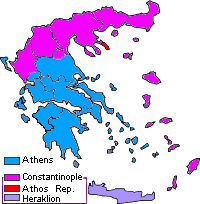
Le giurisdizioni ecclesiastiche della Chiesa Ortodossa di Grecia: in blu (Athens) le aree sottoposte formalmente alla Chiesa di Grecia

Il suo territorio canonico è limitato ai confini della Grecia precedenti alle guerre balcaniche del 1912-13, mentre il resto del Paese rimane soggetto alla giurisdizione formale del Patriarcato ecumenico di Costantinopoli.
Secondo un accordo stipulato tra il patriarcato e la Chiesa di Grecia il 4 settembre 1928, le diocesi del nord della Grecia e le isole poste nel mar Egeo settentrionale, pur rimanendo de iure sotto la giurisdizione del patriarcato, sono state affidate in amministrazione alla Chiesa di Grecia.
Invece le diocesi di Creta e del Dodecaneso, nonché la Repubblica monastica del Monte Athos rimangono sotto la diretta giurisdizione del patriarcato di Costantinopoli, e non fanno parte della Chiesa di Grecia.

## Storia
Dopo la proclamazione dell'indipendenza greca nel 1821 nata durante la processione di Pasqua guidata dal metropolita di Patrasso ci furono a Costantinopoli severe reazioni da parte dell'Impero ottomano che portarono a un vero martirio di molti cristiani con circa 30.000 greci trucidati, tra cui 14 vescovi o metropoliti, e perfino all'impiccagione del patriarca Gregorio V di Costantinopoli benché estraneo alla ribellione stessa. Il governo provvisorio del conte Giovanni Capodistria cercò allora di avere anche un'autonomia ecclesiastica anche per non dare motivi al governo ottomano per una persecuzione dei cristiani.
Dopo il riconoscimento internazionale del nuovo Regno di Grecia il nuovo sovrano Ottone I il 27 luglio 1833 promulgò lo "Statuto Ecclesiastico" che prevedeva la creazione di un Santo Sinodo per il nuovo Stato, inizialmente simile al Santissimo Sinodo russo con la presenza di un commissario regio, il primo commissario fu il prete (ma anche ministro) Theotokles Pharmakides (1784-1860) mentre a capo del Santo Sinodo fu il metropolita di Atene Neofito (in carica dal 1833 al 1861, già vescovo dal 1807). Il Patriarcato di Costantinopoli non accettò la legalità dello Statuto poiché il sovrano era un cattolico ma raggiunse un accordo nel 1852 che riconosceva l'autocefalia e stabiliva che fosse sempre il metropolita ateniese il capo del Sinodo.
Nel 1923 la Chiesa ebbe un nuovo Statuto che rafforzava il ruolo del metropolita di Atene come "arcivescovo di tutta la Grecia" (nella Chiesa greca quello di arcivescovo è un titolo superiore a quello di metropolita) poiché non si poteva accettare la presenza nel sinodo di un commissario del nuovo governo repubblicano greco, questo statuto di maggiore autonomia fu di fatto confermato anche dopo il ritorno sul trono di re Giorgio II di Grecia nel 1935, venne anche confermata la dipendenza delle regioni settentrionali greche dal Patriarcato di Costantinopoli affinché gli rimanesse un significativo territorio canonico.

## Stato canonico
L'arcivescovo di Atene è il primate della Chiesa ortodossa di Grecia. Egli infatti porta il titolo di «Sua Beatitudine l'Arcivescovo di Atene e di tutta la Grecia». Dal 7 febbraio 2008 la carica è ricoperta da Geronimo II (al secolo Ioannis Liapis, nato a Oinofyta nel 1938).
L'autorità suprema è attribuita al sinodo di tutti i vescovi diocesani metropolitani (il Santo Sinodo della Chiesa di Grecia, in greco Ἱερὰ Σύνοδος τῆς Ἐκκλησίας τῆς Ἑλλάδος?, Hiera synodos tes Ekklēsías tes Helládos) sotto la presidenza de jure del primate. Questo sinodo si occupa delle questioni della chiesa di ordine generale.
La gestione più direttamente amministrativa è affidata al Sinodo permanente, formato da 12 vescovi e dal primate, che lo presiede.

## Organizzazione
La sede del Santo Sinodo della Chiesa di Grecia è ad Atene, nel Monastero di Petraki.
La Chiesa è organizzata in una arcidiocesi di Atene e in 81 metropolie. Trentasei di queste metropolie, nel nord della Grecia e nelle isole maggiori nel nord e nord-est dell'Egeo, sono nominalmente e spiritualmente sotto la giurisdizione del Patriarcato ecumenico di Costantinopoli, che conserva alcuni privilegi più che altro formali.
Queste diocesi sono rappresentate da sei dei dodici vescovi del Sinodo permanente e sono chiamate "Nuove Terre" (Νέαι Χώραι, Néai Chòrai), poiché sono diventate parte della Grecia solo in seguito alle Guerre balcaniche. Queste diocesi sono amministrate dalla Chiesa Greca in modo "pastorale" e i loro vescovi hanno la facoltà di appellarsi al Patriarca.
Le metropolie della Chiesa di Creta e del Dodecaneso, e la Repubblica Monastica Monte Athos sono sotto la diretta giurisdizione del Patriarcato di Costantinopoli, e non fanno parte della Chiesa di Grecia.

### Metropolie dell'antica Grecia (Παλαιάς Ελλάδας)
- Metropolia di Etolia e Acarnania
- Metropolia di Naupacto e Agios Vlassios
- Metropolia dell'Argolide
- Metropolia di Mantinea e Kynouria
- Metropolia di Gortinia e Megalopoli
- Metropolia di Arta
- Metropolia del Pireo
- Metropolia di Peristeri
- Metropolia di Nea Smyrnī
- Metropolia di Kifissia, Amarousiou, Oropou e Maratona
- Metropolia di Ilion, Acharnes e Petroupoli
- Metropolia di Kaisarianī, Vironas e Ymittos
- Metropolia di Nea Ionia, Filadelfia, Īrakleio e Chalkidonia
- Metropolia di Glifada, Elliniko, Voula, Vouliagmeni e Vari
- Metropolia di Nikaia
- Metropolia di Megara e Salamina
- Metropolia di Idra, Spetses e Egina
- Metropolia di Citera e Anticitera
- Metropolia di Mesogea e Lavreotiki
- Metropolia di Patrasso
- Metropolia di Kalavryta e Aigialia
- Metropolia di Tebe, Livadeia e Avlida
- Metropolia di Calcide, Istiaia e Sporadi Settentrionali
- Metropolia di Karystos e Sciro
- Metropolia di Karpenisi
- Metropolia di Zante e Strofadi
- Metropolia dell'Elide e Oleni
- Metropolia di Thessaliotida e Fanariofersalon
- Metropolia di Corfù, Passo e isole Diapontie
- Metropolia di Cefalonia
- Metropolia di Corinto
- Metropolia di Thera, Amorgo e isole
- Metropolia di Paronasso (o Paronaxia)
- Metropolia di Siro, Tino, Andro, Ceo e Milo
- Metropolia di Malvasia e Sparta
- Metropolia di Maina
- Metropolia di Larissa e Tyrnavos
- Metropolia di Leucade e Itaca
- Metropolia di Demetriade e Almyros
- Metropolia di Messenia
- Metropolia di Trifyllia e Olimpia
- Metropolia di Trikala, Gardiki e Pyli
- Metropolia di Stagoi e Meteora
- Metropolia della Ftiotide
- Metropolia della Focide

### Metropolie dei Nuovi Territori (Νέων Χωρών)
- Metropolia di Grevena
- Metropolia di Drama
- Metropolia di Alessandropoli
- Metropolia di Didymoteicho, Orestiada e Soufli
- Metropolia di Veria, Naoussa e Campania
- Metropolia di Paramythia, Filiates, Giromeri e Parga
- Metropolia di Salonicco
- Metropolia di Langadas, Lití e Rentina
- Metropolia di Neapoli e Stavroupoli
- Metropolia di Nea Krini e Kalamaria
- Metropolia di Dryinoupolis, Pogoniani e Konitsa
- Metropolia di Giannina
- Metropolia di Eleftheroupoli
- Metropolia di Filippi, Neapoli e Taso
- Metropolia di Kastoria
- Metropolia di Goumenissa, Axioupoli e Polykastro
- Metropolia di Polyani e Kilkis
- Metropolia di Servia e Kozani
- Metropolia di Sisani e Siatista
- Metropolia di Elassona
- Metropolia di Lemno e Agiostrati
- Metropolia di Metimna
- Metropolia di Mitilene, Ereso e Plomari
- Metropolia di Xanthi e Periteorio
- Metropolia di Edessa, Pella e Almopia
- Metropolia di Kitros, Katerini e Platamonas
- Metropolia di Nicopoli e Prevesa
- Metropolia di Maronia e Komotini
- Metropolia di Samo e Icaria
- Metropolia di Zichni e Nevrokopi
- Metropolia di Serres e Nigrita
- Metropolia di Sidirokastro
- Metropolia di Florina, Prespes e Eordia
- Metropolia di Gerisso, della Santa Montagna e Ardamerio
- Metropolia di Kassandra
- Metropolia di Chio, Psara e Oinousses

## Clero e monacato
Come in tutte le altre Chiese Greco-ortodosse, una volta frequentato il seminario, che è finanziato dallo Stato, chi prende gli ordini sacri può essere nominato diacono ed eventualmente sacerdote. I preti possono sposarsi prima di essere ordinati diaconi, ma non dopo (in alternativa possono entrare nei monasteri). La maggior parte del clero parrocchiale in Grecia è sposato.

## Controversie
La Chiesa Ortodossa di Grecia ha al suo interno dei movimenti di "resistenza" creatisi a seguito dell'introduzione del nuovo calendario e della partecipazione al movimento ecumenico. Di questi gruppi alcuni (Sinodo "in resistenza" con a capo il Metropolita di Oropòs e Filì) si percepiscono come parte integrante di essa anche se separati - a causa delle innovazioni, e quindi non moltiplicano i titoli episcopali, mentre altri Sinodi si considerano l'unica vera chiesa di Grecia, considerando quella ufficiale come scismatica, quando non addirittura eretica. Tutti gli appartenenti a questo movimento sono considerati (con più o meno benevolenza) scismatici dalla Chiesa Ufficiale. In Italia sono presenti due Diocesi in Resistenza del Sinodo di Filì: quella di Luni ed Esarcato d'Italia e quella di Nora - Cagliari per la Sardegna.